# دهستان ساری‌سو
دهستان ساری‌سو، یکی از دهستان‌های بخش بازرگان شهرستان ماکو در استان آذربایجان غربی ایران است.

## جمعیت
براساس سرشماری مرکز آمار ایران در سال ۱۳۹۵، جمعیت این دهستان برابر با ۴٬۷۳۶ نفر (۱٬۲۲۲ خانوار) بوده‌است. 